# Sikhisme a Portugal

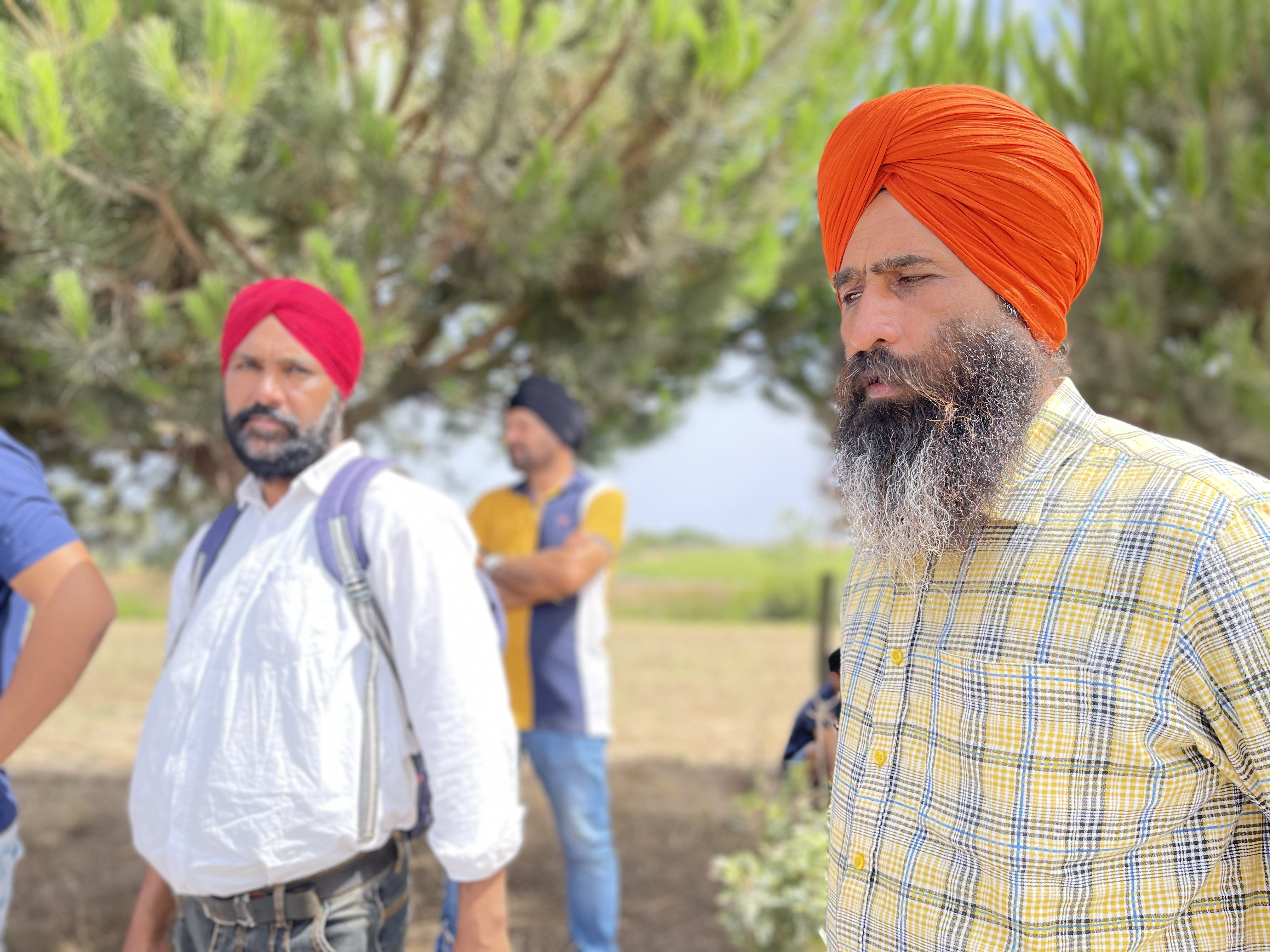
Sikhs amb turbant durant el Roteiro Justiça Climática (Ruta de la justícia climàtica) a Odemira, Portugal (2022)

Els sikhs a Portugal són una religió minoritària. La comunitat sikh a Portugal és petita però en un creixement enorme. Segons les últimes dades disponibles, s'estima que hi ha uns 35.000 sikhs que viuen al país.
La població sikh a Portugal ha crescut al llarg dels anys, amb molts sikhs migrant al país per treballar en l'agricultura, la construcció o per iniciar els seus propis negocis. El sikhisme a Portugal es remunta a la dècada del 1990, quan molts sikhs van emigrar com a resultat de les polítiques d'immigració relaxades i l'escassetat de mà d'obra.

## Història

### De la dècada del 1990 a l'actualitat
Després que Portugal s'unís a la Unió Europea el 1986 i a l'Espai Schengen el 1995, es va tornar atractiu per a un gran nombre d'immigrants del subcontinent indi. La migració sikh va començar a principis dels anys noranta, quan Portugal estava experimentant un boom de la construcció i tenia escassetat de mà d'obra.
Des de la dècada del 1990, els sikhs del Panjab, a l'Índia, van començar a treballar en el sector agrícola, turístic i manufacturer. Molts sikhs també han obert restaurants indis arreu de Portugal.
La majoria dels sikhs es poden trobar a Lisboa, Porto, Albufeira i altres ciutats de l'Algarve.

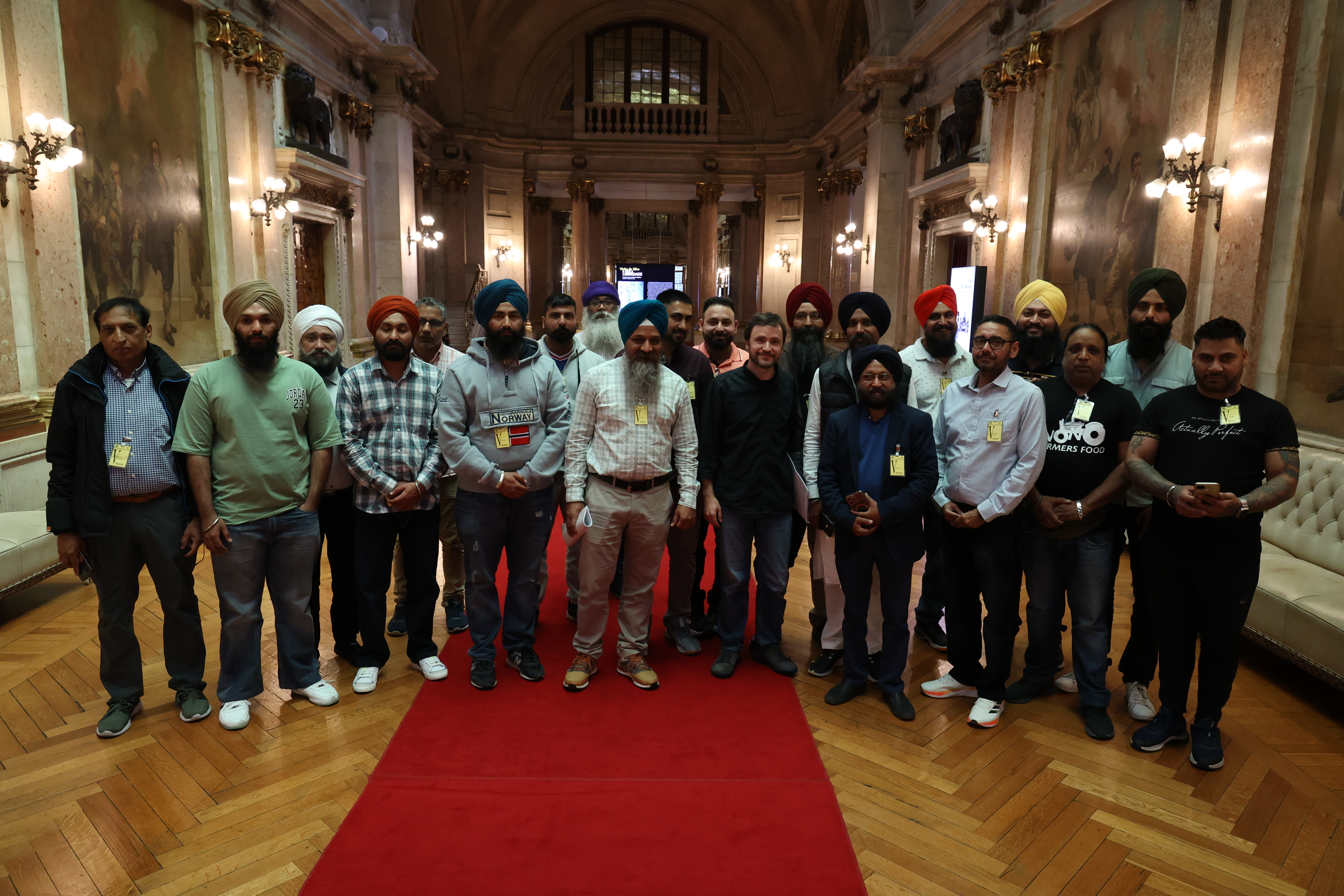
Reunió al Parlament portuguès amb la comunitat sikh a Lisboa (maig de 2024).

El 2008, la policia portuguesa no va arrestar un home sikh pel seu kirpan tot i que la fulla superava el límit legal perquè reconeixien el seu significat religiós.
El 2022, es va informar que 2.000 sikhs van participar a la desfilada anual de Vaisakhi Nagar Kirtan a Porto.

## Dades demogràfiques
- El 2007, es va estimar que hi havia 5.000 sikhs a Portugal.[9]
- El 2010, els líders religiosos sikhs de Portugal van estimar que hi havia 10.000 sikhs.[10]
- Segons l'Ambaixada de l'Índia a Portugal, el 2024 es calcula que hi havia 35.000 sikhs vivint a Portugal.[1][2]

## Gurdwares
Hi ha 3 Gurdwares a Portugal.
- Gurdwara Sikh Sangat Sahib a Lisboa
- Gurdwara Sri Guru Teg Bahadur a Albufeira
- Gurdwara Sri Guru Nanak Dev Ji a Porto